# Colostygia lotaria
Colostygia lotaria là một loài bướm đêm trong họ Geometridae.